# José Ángel Egido
José Ángel Egido Pérez (Redondela, Pontevedra, 30 de noviembre de 1951) es un actor español.

## Biografía
Nace en Redondela, un municipio de Pontevedra, en Galicia (España), en 1951. Pronto su familia se traslada a Vigo, ciudad donde vive hasta mediados de los años 70. 
Tras un período en Italia, se instala en Madrid, donde inicia sus estudios de interpretación que posteriormente continúa en Cinecittà (Roma) a principios de los años 80. Es allí donde debuta como actor en 1983 con el cortometraje italiano Un arrivo, de Dominique de Fazio, y su primer largometraje Juke Box, de Sandro de Santis, compaginando su carrera en ambos países. 
La popularidad le llega en 1995 cuando se le asigna el papel de Borja Pradera, el coordinador del centro de salud Ballesol, en el cual ejercía Nacho Martín (Emilio Aragón) en la serie Médico de familia, que obtiene un rotundo espaldarazo por parte de los espectadores hasta su finalización en 1999.
En cine ha rodado con los directores más destacados de España como Juan Antonio Bardem, José Luis Cuerda, Gracia Querejeta, Manuel Gómez Pereira, Emilio Martínez-Lázaro, Dunia Ayaso y Félix Sabroso, Manolo Matji o Fernando León de Aranoa, que le dirige en la película Los lunes al sol (2002), y le vale un Premio Goya al Mejor Actor Revelación. 
Posteriormente ha trabajado en varias películas como, entre otras, Descongélate! (2003), Horas de luz (2004), La noche del hermano (2005), Elsa y Fred (2005), Hotel Tívoli (2006), GAL (2006), El mal ajeno (2010) o Pájaros de papel (2010). Obtuvo su segunda nominación a los Goya con la película de José Luis Cuerda, Los girasoles ciegos (2008), basada en la novela homónima del escritor Alberto Méndez.
En televisión destaca su papel fijo en Médico de familia, como también en Ciudad Sur, Cuenta atrás o Guante blanco. Colaboraciones en series de éxito como Aquí no hay quien viva, 7 vidas, Hospital Central, El comisario, Policías, en el corazón de la calle, Un paso adelante o su participación en la telecomedia de la Televisión de Galicia (TVG) Pratos combinados. En Italia graba para la RAI, Luisa Sanfelice bajo la dirección de Paolo y Vittorio Taviani. Sus trabajos más recientes son Águila Roja, serie de televisión de gran éxito ambientada en la España del siglo XVII y producida por Globomedia, o la miniserie El asesinato de Carrero Blanco (2011), sobre cómo se organizó y planificó el atentado contra Luis Carrero Blanco el 20 de diciembre de 1973.

## Trabajos

### Filmografía
- Un arrivo (1983), de Dominique De Fazio (c).
- Occhei, occhei (1983), de Claudia Florio.
- El clarinete (1985), de Eusebio Lázaro (c).
- Juke box (1985), de Carlo Carlei, Sandro de Santis y Valerio Jalongo.
- La fuente de la edad (1991), de Julio Sánchez Valdés.
- El joven Picasso (1993), de Juan Antonio Bardem.
- Rosa Rosae (1993), de Fernando Colomo.
- Lucrecia (1996) (TV Movie), de Mariano Barroso.
- El amor perjudica seriamente la salud (1996), de Manuel Gómez Pereira.
- Carreteras secundarias (1997), de Emilio Martínez-Lázaro.
- Cuando vuelvas a mi lado (1999), de Gracia Querejeta.
- Salvaje (2002) (TV Movie), de Joaquín Llamas.
- Los lunes al sol (2002), de Fernando León de Aranoa.
- Descongélate! (2003), de Dunia Ayaso y Félix Sabroso.
- Sin hogar (2003) (TV Movie), de Joaquín Llamas.
- En ninguna parte (2004), de Miguel Ángel Cárcano.
- El soñador (2004), de Oskar Santos Gómez (c).
- Incautos (2004), de Miguel Bardem.
- El último peldaño (2004), de José Manuel Quiroga (c).
- Occhi di cristallo (2004), de Eros Puglielli.
- Horas de luz (2004), de Manolo Matji.
- Elsa y Fred (2005), de Marcos Carnevale.
- La noche del hermano (2005), de Santiago García de Leániz.
- Hotel Tívoli (2006), de Antón Reixa.
- Libra (2006), de Carlota Coronado (c).
- La edad de la peseta (2006), de Pavel Giroud.
- GAL (2006), de Miguel Courtois.
- N. Napoleón y yo (2006) de Paolo Virzì
- Diente por ojo (2007), de Eivind Holmboe (c).
- Cobardes (2008), de José Corbacho y Juan Cruz.
- Los girasoles ciegos (2008), de José Luis Cuerda.
- Pablo (2009), de Nely Reguera (c).
- Parenthesis (2009), de José Luis García Pérez (c).
- Mar libre (2010) (TV Movie), de Dani de la Torre.
- El mal ajeno (2010), de Óskar Santos Gómez.
- Pájaros de papel (2010), de Emilio Aragón.
- Águila Roja: la película (2011), de José Ramón Ayerra.
- A puerta fría (2012), de Xavi Puebla.
- ¿Quién mató a Bambi? (2013), de Santi Amodeo.
- María y los demás (2016), de Nely Reguera.
- Todos lo saben (2018), de Asghar Farhadi.
- El silencio del pantano (2019), de Marc Vigil.

### Televisión
Personajes fijos
- Lorca, muerte de un poeta (1987).
- Gatos en el tejado (1988).
- Os outros feirantes (1989).
- La forja de un rebelde (1990).
- Médico de familia (1995-1999).
- Ciudad Sur (2000).
- Luisa Sanfelice (RAI-Italia) (2004).
- Historias para no dormir: Regreso a Moira (2006).
- Cuenta atrás (2007-2008).
- Futuro: 48 horas (2008).
- Guante blanco (2008).
- Águila Roja (2010-2016).
- El asesinato de Carrero Blanco (2011).
- Gran Reserva: El origen (2013).
- Bajo sospecha (2015).
- Matadero (2019).
- Criminal (España) (2019).
- Besos al aire (2021).

Personajes episódicos
- Las chicas de hoy en día (1991).
- Colegio Mayor (1994).
- Pratos combinados (1995).
- El comisario (2000).
- Policías, en el corazón de la calle (2000).
- 7 vidas (2002).
- Hospital Central (2002).
- Un paso adelante (2002-2004).
- Aquí no hay quien viva (2004).
- Los simuladores (2006).
- Hay alguien ahí (2009-2010).
- Hispania, la leyenda (2012).
- Imperium (2012).
- El Ministerio del Tiempo (2017).

### Teatro
- Controvento (19??).
- Mr. Ragland (19??).
- La curva de la felicidad o la crisis de los 40... (19??).
- Fortuna y los ojos de los hombres (1979).
- Un hombre es un hombre (1981).
- Antígona entre muros (1988).
- Edmond (1990).
- Partitura teatral (1999).
- El cartero de Neruda (2005).
- Tartufo (2011).
- Luces de bohemia (2012).

## Premios y nominaciones
| Premios Anuales de la Academia de las Artes y las Ciencias Cinematográficas de España (Premios Goya) | Premios Anuales de la Academia de las Artes y las Ciencias Cinematográficas de España (Premios Goya) | Premios Anuales de la Academia de las Artes y las Ciencias Cinematográficas de España (Premios Goya) | Premios Anuales de la Academia de las Artes y las Ciencias Cinematográficas de España (Premios Goya) | Premios Anuales de la Academia de las Artes y las Ciencias Cinematográficas de España (Premios Goya) |
| Año                                                                                                  | Categoría                                                                                            | Película                                                                                             | Resultado                                                                                            | Ref.                                                                                                 |
| --- | --- | --- | --- | --- |
| 2002                                                                                                 | Mejor Actor Revelación                                                                               | Los lunes al sol                                                                                     | Ganador                                                                                              | [ 2 ]                                                                                                |
| 2008                                                                                                 | Mejor Interpretación Masculina de Reparto                                                            | Los girasoles ciegos                                                                                 | Nominado                                                                                             | [ 2 ]                                                                                                |

| Premios de la Unión de Actores y Actrices | Premios de la Unión de Actores y Actrices | Premios de la Unión de Actores y Actrices | Premios de la Unión de Actores y Actrices | Premios de la Unión de Actores y Actrices |
| Año                                       | Categoría                                 | Película                                  | Resultado                                 | Ref.                                      |
| ----------------------------------------- | ----------------------------------------- | ----------------------------------------- | ----------------------------------------- | ----------------------------------------- |
| 2002                                      | Mejor Actor Secundario de Cine            | Los lunes al sol                          | Nominado                                  | [ 2 ]                                     |
| 2002                                      | Mejor Actor Revelación                    | Los lunes al sol                          | Nominado                                  | [ 2 ]                                     |
| 2008                                      | Mejor Actor de Reparto de Cine            | Los girasoles ciegos                      | Ganador                                   | [ 2 ]                                     |

| Medallas del Círculo de Escritores Cinematográficos | Medallas del Círculo de Escritores Cinematográficos | Medallas del Círculo de Escritores Cinematográficos | Medallas del Círculo de Escritores Cinematográficos | Medallas del Círculo de Escritores Cinematográficos |
| Año                                                 | Categoría                                           | Película                                            | Resultado                                           | Ref.                                                |
| --------------------------------------------------- | --------------------------------------------------- | --------------------------------------------------- | --------------------------------------------------- | --------------------------------------------------- |
| 2002                                                | Mejor Actor Secundario                              | Los lunes al sol                                    | Nominado                                            | [ 2 ]                                               |
| 2004                                                | Mejor Actor Secundario                              | Horas de luz                                        | Nominado                                            | [ 2 ]                                               |

| Primavera Cinematográfica de Lorca | Primavera Cinematográfica de Lorca                           | Primavera Cinematográfica de Lorca | Primavera Cinematográfica de Lorca | Primavera Cinematográfica de Lorca |
| Año                                | Categoría                                                    | Película                           | Resultado                          | Ref.                               |
| ---------------------------------- | ------------------------------------------------------------ | ---------------------------------- | ---------------------------------- | ---------------------------------- |
| 2010                               | Premio "Francisco Rabal" a la Mejor interpretación masculina | Pájaros de papel El mal ajeno      | Ganador                            | [ 3 ]                              |

| Festival Europeo de Cortometrajes Villamayor de Cine | Festival Europeo de Cortometrajes Villamayor de Cine       | Festival Europeo de Cortometrajes Villamayor de Cine | Festival Europeo de Cortometrajes Villamayor de Cine | Festival Europeo de Cortometrajes Villamayor de Cine |
| Año                                                  | Categoría                                                  | Película                                             | Resultado                                            | Ref.                                                 |
| ---------------------------------------------------- | ---------------------------------------------------------- | ---------------------------------------------------- | ---------------------------------------------------- | ---------------------------------------------------- |
| 2010                                                 | Mejor Interpretación Masculina (ex aequo con Pablo Derqui) | Pablo                                                | Ganador                                              | [ 4 ]                                                |

| Festival Ibérico de Cine de Badajoz | Festival Ibérico de Cine de Badajoz | Festival Ibérico de Cine de Badajoz | Festival Ibérico de Cine de Badajoz | Festival Ibérico de Cine de Badajoz |
| Año                                 | Categoría                           | Película                            | Resultado                           | Ref.                                |
| ----------------------------------- | ----------------------------------- | ----------------------------------- | ----------------------------------- | ----------------------------------- |
| 2004                                | Mejor Actor                         | Pablo                               | Ganador                             | [ 2 ]                               |